# Live from Faraway Stables
Live from Faraway Stables és un àlbum en directe i vídeo de concert enregistrat per la banda australiana Silverchair format per 2 CDs i 2 DVDs. Fou gravat en un concert realitzat el 19 d'abril de 2003 al Newcastle Civic Theatre, Newcastle, Austràlia, dins la gira Across the Night.
Tots concerts de la gira es van dividir en dos parts anomenades "Act 1" i "Act 2", de manera que els respectius CDs i DVDs també van conservar aquesta etiqueta. El primer acte és més tranquil i mostra material més experimental, principal del seu darrer àlbum d'estudi en aquell moment, Diorama. El segon consistia en cançons més roqueres extretes dels primers treballs del grup.
L'àlbum va tenir cert èxit a Austràlia passant tres setmanes en la llista d'àlbums d'aquest país i arribant a la 13a posició. Fou certificat amb un disc d'or per l'ARIA.

## Llista de cançons
Totes les cançons foren escrites per Daniel Johns excepte "Overture" de "Act 2" que corresponia a Julian Hamilton. Tot el material fotogràfic de les cançons del concert apareix en els corresponents DVDs.

### "Act 1" – Disc 1 (Àudio CD)/Disc 3 (DVD)
| Núm. | Títol                       | Durada |
| ---- | --------------------------- | ------ |
| 1.   | «Overture»                  | 1:32   |
| 2.   | «After All These Years»     | 4:33   |
| 3.   | «World Upon Your Shoulders» | 5:14   |
| 4.   | «Tuna in the Brine»         | 5:27   |
| 5.   | «Luv Your Life»             | 4:44   |
| 6.   | «Paint Pastel Princess»     | 4:36   |
| 7.   | «Petrol & Chlorine»         | 5:07   |
| 8.   | «Across the Night»          | 5:25   |
| 9.   | «Ana's Song (Open Fire)»    | 4:33   |
| 10.  | «Miss You Love»             | 4:10   |
| 11.  | «Steam Will Rise»           | 9:26   |

### "Act 2" – Disc 2 (Àudio CD)/Disc 4 (DVD)
| Núm. | Títol                      | Durada |
| ---- | -------------------------- | ------ |
| 1.   | «Overture»                 | 0:55   |
| 2.   | «Emotion Sickness»         | 9:30   |
| 3.   | «Without You»              | 4:11   |
| 4.   | «Israel's Son»             | 7:32   |
| 5.   | «Black Tangled Heart»      | 4:25   |
| 6.   | «Do You Feel the Same?»    | 4:32   |
| 7.   | «The Greatest View»        | 5:08   |
| 8.   | «The Door»                 | 5:45   |
| 9.   | «Freak»                    | 5:12   |
| 10.  | «Anthem for the Year 2000» | 6:01   |
| 11.  | «One Way Mule»             | 6:21   |
| 12.  | «Asylum»                   | 5:22   |
| 13.  | «The Lever»                | 13:43  |

### Material extra (DVD)
- "Emotion Sickness" (Directe a Sao Paulo)
- An Insight Into Production
- Behind the scenes
- Photo gallery
- Sound Dolby Digital 5.1

## Personal
- Daniel Johns - guitarra, piano, cantant
- Chris Joannou - baix
- Ben Gillies - bateria
- Julian Hamilton - teclats, veus addicionals
- Stuart Hunter - teclats, veus addicionals
- Nick Launay - mescles
- David Davis - assistent d'enginyeria
- Chris Thompson - enginyeria gravació de directe
- Steven Schram - assistent enginyeria gravació de directe
- Don Bartley - masterització

## Llançament
| Data llançament a Austràlia | Discogràfica | Format | Catàleg      |
| --------------------------- | ------------ | --- | ------------ |
| 10 de novembre de 2003      | Eleven       | 4 DISC SET (2-CD + 2-DVD) (llançament original)                                                               | ELEVENCD19   |
| 10 de novembre de 2003      | Eleven       | 4 DISC SET (2-CD + 2-DVD) (llançament original)                                                               | ELEVENDVD19  |
| 18 d'agost de 2007          | Eleven       | 2-CD reedició                                                                                                 | ELEVENCD75   |
| 18 d'agost de 2007          | Eleven       | 2-DVD reedició                                                                                                | ELEVENDVD75  |
| 28 d'agost de 2007          | Virgin       | 2-CD reedició (retitulada Live from Faraway Stables: Across the Great Divide Tour i il·lustracions diferents) | VIR5059742.2 |